# Bedřich Mořic z Nostic-Rienecku
Bedřich Mořic hrabě z Nostic-Rienecku (německy Friedrich Moritz Graf von Nostitz-Rieneck, 4. října 1728 – 19. listopadu 1796, Vídeň) byl český šlechtic a rakouský vojevůdce. V armádě sloužil od roku 1745 a zúčastnil se dynastických válek 18. století. V závěru své vojenské kariéry dosáhl hodnosti polního maršála, krátce před smrtí zastával funkci prezidenta Dvorské válečné rady, byl též rytířem Řádu zlatého rouna. Vlastnil statky v severních Čechách (Velké Žernoseky, Trmice) a byl spolumajitelem říšského hrabství Rieneck.

## Životopis

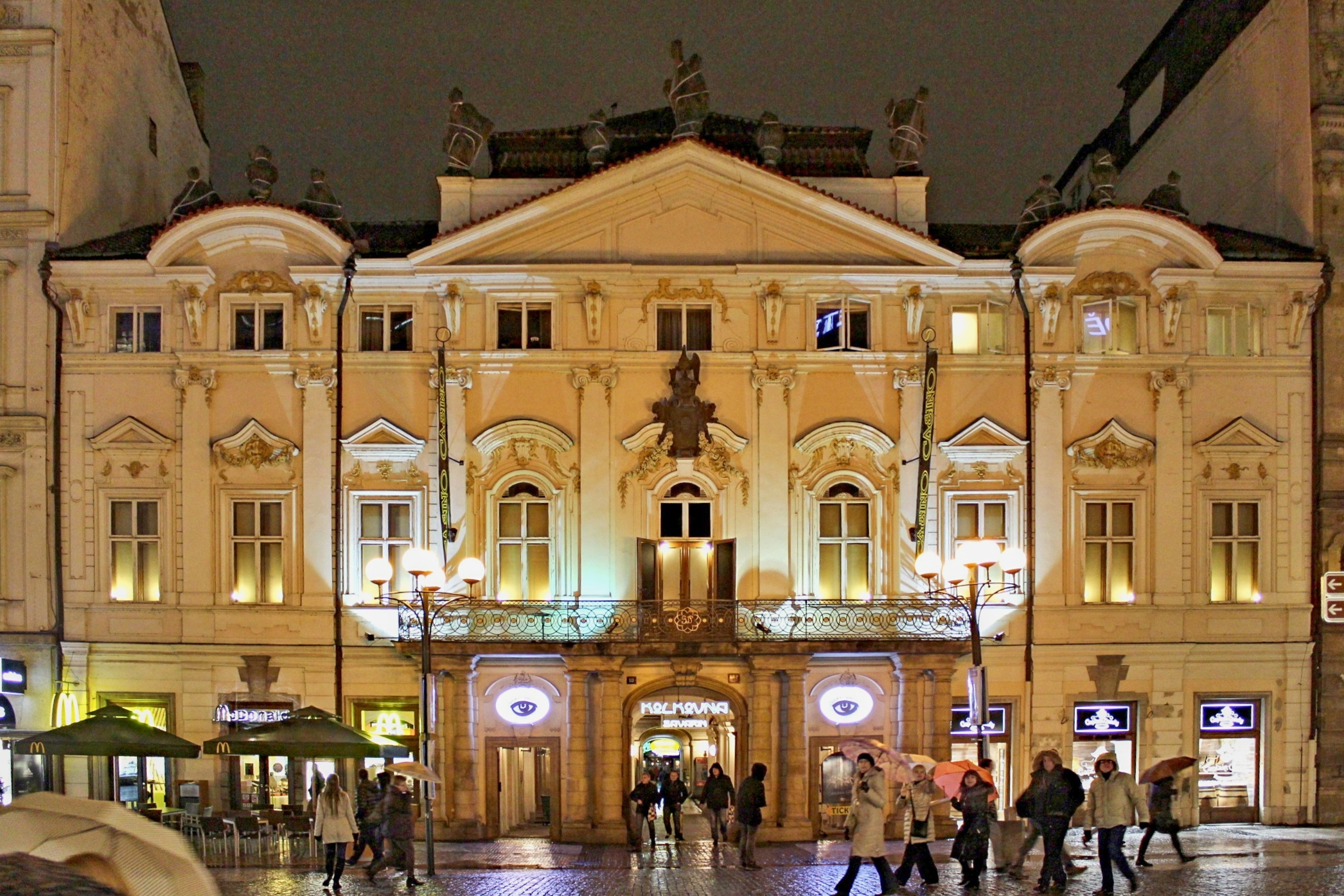
Nostický palác v Praze Na příkopě, majetek Bedřicha Mořice Nostice od roku 1766

Pocházel ze šlechtického rodu Nosticů s majetkem v Čechách, narodil se jako mladší syn hraběte Františka Václava z Nostic (1697–1765) a Kateřiny, rozené hraběnky Schönbornové (1692–1777). 
V roce 1745 vstoupil do armády a zúčastnil se války o rakouské dědictví. Za sedmileté války dosáhl hodnosti plukovníka (1759), později byl povýšen na generálmajora (1766) a polního podmaršála (1771). V letech 1778–1779 se pod velením maršála Laudona zúčastnil války o bavorské dědictví. V roce 1785 dosáhl hodnosti generála jízdy, od roku 1785 byl zároveň v hodnosti kapitána velitelem císařské osobní gardy. V květnu 1796 byl povýšen do hodnosti polního maršála a jmenován prezidentem dvorské válečné rady, zemřel však již o půl roku později. Byl též c. k. tajným radou, komořím a v roce 1790 obdržel Řád zlatého rouna.
Jako mladší syn převzal jen menší podíl z rodového dědictví, z nosticovského majetku pro něj byly vyčleněny statky v severních Čechách (Velké Žernoseky, Libochovany, Trmice). Za odstupné 80 000 zlatých se v rámci zachování celistvosti rodových panství v západních Čechách vzdal statků Doupov a Žďár, které pro něj byly původně také určeny. Spolu se starším bratrem Františkem Antonínem vlastnil říšské hrabství Rieneck. Severočeský majetek převzal po otcově smrti v roce 1765, ale již předtím do správy statků zasahoval. Zámky ve Velkých Žernosekách a Trmicích prošly za jeho vlády stavebními úpravami. Úzké vazby na císařský dvůr ve Vídni dokládá nejen korespondence dochovaná v rodovém archivu, ale také fakt, že v letech 1766 a 1778 navštívil Trmice císař Josef II.
Protože byl Bedřich Mořic svobodný a bezdětný, vzdal se v roce 1787 svého majetku ve prospěch staršího bratra a jeho potomstva, ponechal si jen doživotní rentu 10 000 zlatých ročně vyplácenou z výnosu statků. Vymínil si také právo užívat rodový palác v Praze, který koupil v roce 1766 (dnes palác Sylva-Taroucca). Statky Velké Žernoseky a Trmice zdědil později jeho synovec Jan Nepomuk (1768–1840), který též sloužil v armádě a vynikl v napoleonských válkách.
Bedřichův starší bratr František Antonín (1725–1794) patřil k významným osobnostem v Čechách 18. století, byl mimo jiné nejvyšším purkrabím a donátorem Nosticova (dnešního Stavovského) divadla.